# إدوارد هنري دوريل
إدوارد هنري دوريل هو محامي وقاضي وسياسي أمريكي، ولد في 14 يوليو 1810 في بورتسموث في الولايات المتحدة، وتوفي في 29 مارس 1887. نشط حزبياً في الحزب الجمهوري. وقد انتخب عمدة نيو أورلينز ‏.